# Zurab Azmaiparashvili
Zurab Azmaiparashvili (en georgiano: ზურაბ აზმაიფარაშვილი, Tiflis, 16 de marzo de 1960) es un ajedrecista georgiano, que tiene el título de gran maestro internacional desde 1988. En 2004 la FIDE le otorgó el título de FIDE Senior Trainer, el máximo título de entrenador internacional.
A pesar de que está inactivo desde septiembre de 2009, en la lista de puntuación Elo de la FIDE de diciembre de 2022 tenía 2637 puntos, lo que le mantiene como el jugador número 1 de Georgia y el 138.º mejor jugador del ranking mundial. Su máximo Elo fue de 2702 puntos, obtenido en la lista de julio de 2003 (posición 17 del ranking mundial).